# Miguel Angel Aguilar Miranda
Mons. Miguel Angel Aguilar Miranda (5. dubna 1939 – 1. dubna 2025) byl ekvádorský římskokatolický duchovní, biskup a emeritní vojenský ordinář v Ekvádoru.

## Život
Narodil se 5. dubna 1939 v Quitu.
Studoval v nižším semináři v Quitu a následně ve vyšším semináři.
Dne 29. června 1965 byl vysvěcen na kněze a inkardinován do arcidiecéze Quito. Působil jako farní vikář v zóně Santo Domingo de los Colorados. Byl farářem v Calacalí, v San José de Minas a ve farnosti Nuestra Señora de la Paz v Quitu.
V letech 1990–1991 byl generálním vikářem vojenského ordinariátu v Ekvádoru.
Dne 11. dubna 1991 jej papež Jan Pavel II. jmenoval biskupem diecéze Guaranda. Biskupské svěcení přijal 4. května 1991. Světiteli byli arcibiskup Antonio José González Zumárraga, biskup Raúl Eduardo Vela Chiriboga a biskup Antonio Arregui Yarza.
Dne 14. února 2004 byl ustanoven vojenským ordinářem Ekvádoru.
Dne 18. června 2014 přijal papež František jeho rezignaci na post ordináře z důvodu dosažení kanonického věku 75 let.
Zemřel dne 1. dubna 2025 ve věku 85 let.